# Калгурли-Болдер
Калгурли-Болдер (енгл. Kalgoorlie-Boulder) је град Аустралији у савезној држави Западна Аустралија. Према попису из 2006. у граду је живело 28.242 становника.

## Становништво
Према попису, у граду је 2006. живело 28.242 становника.
| 1991.  | 1996.  | 2001.  | 2006.  |
| ------ | ------ | ------ | ------ |
| 25,016 | 28,087 | 28,281 | 28,242 |